# Jonathan Lobert
Jonathan Lobert (Metz, 30 de abril de 1985) es un deportista francés que compite en vela en la clase Finn. 
Participó en dos Juegos Olímpicos de Verano, en los años 2012 y 2016, obteniendo una medalla de bronce en Londres 2012, en la clase Finn.
Ganó dos medallas de plata en el Campeonato Mundial de Finn, en los años 2015 y 2017, y una medalla de oro en el Campeonato Europeo de Finn de 2017.

## Palmarés internacional
| \| Juegos Olímpicos \| Juegos Olímpicos \| Juegos Olímpicos \| Juegos Olímpicos \| \| Año \| Lugar \| Medalla \| Clase \| \| ------------------ \| ------------------------ \| ----------------- \| ---------------- \| \| 2012 \| Londres (Reino Unido) \| Medalla de bronce \| Finn \| \| Campeonato Mundial \| \| \| \| \| Año \| Lugar \| Medalla \| Clase \| \| 2015 \| Takapuna (Nueva Zelanda) \| Medalla de plata \| Finn \| \| 2017 \| Balatonföldvár (Hungría) \| Medalla de plata \| Finn \| \| Campeonato Europeo \| \| \| \| \| Año \| Lugar \| Medalla \| Clase \| \| 2017 \| Marsella (Francia) \| Medalla de oro \| Finn \| |                          |                   |       |
| Juegos Olímpicos |                          |                   |       |
| Año | Lugar                    | Medalla           | Clase |
| 2012 | Londres (Reino Unido)    | Medalla de bronce | Finn  |
| Campeonato Mundial |                          |                   |       |
| Año | Lugar                    | Medalla           | Clase |
| 2015 | Takapuna (Nueva Zelanda) | Medalla de plata  | Finn  |
| 2017 | Balatonföldvár (Hungría) | Medalla de plata  | Finn  |
| Campeonato Europeo |                          |                   |       |
| Año | Lugar                    | Medalla           | Clase |
| 2017 | Marsella (Francia)       | Medalla de oro    | Finn  |